# Anthony Pettis
Anthony Pettis (Milwaukee, 27 gennaio 1987) è un lottatore di arti marziali miste statunitense.
Ha combattuto nella categoria dei pesi leggeri, pesi piuma e pesi welter per l'organizzazione UFC, nella quale è stato il campione di categoria nel 2013; è stato inoltre l'ultimo campione dei pesi leggeri WEC vincendo entrambe le cinture sconfiggendo l'acerrimo rivale Benson Henderson. Ha fatto da allenatore nella ventesima stagione del reality show The Ultimate Fighter.
È noto per il suo spettacolare ed efficace stile di taekwondo, enfatizzato da una notevole creatività nell'utilizzo delle tecniche di calcio: è infatti molto popolare il suo calcio da lui stesso definito "showtime kick" (derivante dal suo soprannome e da kick, che in inglese significa appunto "calcio") e che consiste in una pedata alla testa dopo essersi dato una spinta con l'altra gamba contro la gabbia.
Ha un fratello minore, Sergio, che dal 2021 è il campione dei pesi gallo di Bellator.

## Infanzia
Pettis cresce in una famiglia ispanica di un quartiere malfamato di Milwaukee da genitori messicani e portoricani: infatti il cognome originario della famiglia è Perez, ma il padre lo cambiò per evitare discriminazioni sociali.
Pettis è orfano del padre, Eugene Jr., accoltellato a morte nel 2003 durante un tentativo di rapina presso la casa di un amico; dieci anni dopo Anthony vinse la cintura di campione dei pesi leggeri UFC e scattò una foto con il trofeo posto sopra la tomba del padre.

## Carriera nelle arti marziali miste

### Inizi
La carriera da professionista di Pettis inizia nel 2007 con l'organizzazione locale GFS, con sede nel Wisconsin, il suo stato.
Qui Pettis dimostra di essere uno dei migliori prospetti e in due anni firma un record di 8-0 con ben sette vittorie al primo round.

### World Extreme Cagefighting
Nel 2009 passa alla WEC dove ha la possibilità di confrontarsi con i pesi leggeri più forti del paese.
Nelle prime cinque gare mette a segno un 4-1 che convince tutti, in quanto l'unica sconfitta è ad opera di Bart Palaszewski ai punti e con un margine risicato.
Può così sfidare il campione Ben Henderson il 16 dicembre 2010, incontro che vince e che lo incorona campione dei pesi leggeri WEC: Pettis mette più volte in grave difficoltà Henderson, riuscendo anche a stenderlo con uno spettacolare calcio volante realizzato sfruttando la rete della gabbia come parete per prendere slancio.

### Ultimate Fighting Championship
A seguito della vittoria nel 2011 la WEC viene fusa con l'UFC.
In quanto campione uscente WEC Pettis ha il diritto di sfidare il vincitore della sfida tra Frankie Edgar e Gray Maynard, ma l'incontro tra i due termina in parità e entrambi risultano spesso infortunati, di conseguenza Pettis viene rimesso in gioco contro avversari di livello ma non in sfide per il titolo.
Al suo esordio perde ai punti contro Clay Guida, ma successivamente si rifà prima contro Jeremy Stephens e poi mettendo KO con un calcio alla testa l'ottimo Joe Lauzon: complice anche il fatto che nel medesimo evento UFC 144: Edgar vs. Henderson Ben Henderson divenne il nuovo campione dei pesi leggeri UFC, si parlò subito di un possibile rematch per il titolo proprio tra Pettis ed Henderson, che già si sfidarono per il titolo WEC con Pettis vincitore ai punti; venne invece deciso di dare una seconda chance allo sconfitto Frankie Edgar.
Nel 2013, in una sfida promossa come altamente spettacolare e valida per un posto come contendente al titolo tra Pettis e il thaiboxer Donald Cerrone, l'ispanico si impose in maniera netta con un KO nel primo round per mezzo di un calcio al fegato seguito da una combinazione di pugni.
Benché avesse ottenuto il rematch con Ben Henderson per il titolo dei pesi leggeri il campione in carica era già impegnato nella sfida contro il campione Strikeforce Gilbert Melendez, e così Pettis chiese ed ottenne la possibilità di scendere nella categoria dei pesi piuma per poter sfidare il fuoriclasse assoluto e dominatore della categoria José Aldo: la sfida avrebbe dovuto tenersi nei primi giorni di agosto, ma Pettis diede forfait causa infortunio venendo sostituito da Jung "Korean Zombie" Chan-Sung e invece andò a sostituire l'acciaccato TJ Grant nella sfida per il titolo dei leggeri contro Ben Henderson nella sua Milwaukee.
Nella sfida per il titolo dei pesi leggeri UFC Pettis si riconfermò nemesi del campione Benson Henderson, riuscendo ancora una volta a sconfiggerlo e questa volta tramite sottomissione con una leva al braccio negli ultimi secondi del primo round: Pettis divenne così il nuovo campione dei pesi leggeri UFC; subito dopo la vittoria Pettis lanciò la sfida al campione dei pesi piuma José Aldo ma fece sapere anche di essersi infortunato al ginocchio sinistro.
In dicembre avrebbe dovuto difendere il titolo per la prima volta contro l'ex campione Strikeforce Josh Thomson, ma proprio Pettis si lesionò uno dei legamenti crociati posteriori delle ginocchia ad un mese dal match, match che venne quindi posticipato.
Pettis resta fuori dalle gare praticamente per tutto il 2014 in quanto viene insignito del ruolo di allenatore per la 20ª stagione del reality show The Ultimate Fighter opposto all'ex campione Strikeforce Gilbert Melendez, ed al termine dello spettacolo televisivo i due si sfidarono in dicembre per la cintura: Pettis nel primo round patì la lotta aggressiva del rivale, ma durante la seconda ripresa riuscì a chiudere una ghigliottina dalla monta ed impose la resa all'atleta californiano, ottenendo così la prima difesa del titolo.
Successivamente, nel marzo del 2015, affrontò Rafael dos Anjos in un match valido per il titolo. Pettis venne dominato per tutta la durata dell'incontro, perdendo così il titolo nella sua seconda difesa.
A luglio avrebbe dovuto combattere contro Myles Jury, ma ancora una volta fu sorpreso da un infortunio e venne sostituito da Edson Barboza. Mentre a gennaio del 2016 dovette affrontare l'ex campione dei pesi leggeri Bellator Eddie Alvarez, venendo sconfitto per decisione non unanime.
Il 23 aprile 2016 dovette affrontare il brasiliano Edson Barboza all'evento UFC 197. Durante l'incontro Pettis venne colpito ripetutamente da violenti calci bassi da parte del suo avversario, che gli procurarono un grosso ematoma all'interno coscia. Dopo 15 minuti di match, Pettis venne sconfitto per decisione unanime.
Dopo la sua terza sconfitta consecutiva, Pettis decise di scendere di categoria e quindi passare ai pesi piuma. Il 27 agosto affrontò al suo debutto nella nuova categoria Charles Oliveira. Al secondo round dell'incontro, Pettis andò a segno molteplici volte con dei potenti calci al corpo che costrinsero Oliveira al tappeto per il forte dolore; nonostante ciò non riuscì a concludere il match prima della fine del secondo round. Alla terza ripresa, Oliveira effettuò un takedown ai danni di Pettis, quest'ultimo sfruttando la situazione chiuse il brasiliano in una ghigliottina, vincendo così il match per sottomissione.
Il 10 dicembre affronta Max Holloway in un incontro valido per il titolo dei pesi piuma ad interim all'evento UFC 206, ma avendo superato il limite di peso in caso di vittoria non avrebbe potuto ottenere il titolo; Pettis viene comunque sconfitto per KO tecnico. L'8 luglio 2017 ritorna ai pesi leggeri battendo Jim Miller per decisione unanime; chiude il 2017 venendo sconfitto da Dustin Poirier l'11 novembre, incontro per il quale entrambi furono premiati con il riconoscimento Fight of the Night.
Il 7 luglio 2018 batte Michael Chiesa (che aveva superato il limite di peso) ottenendo il premio Performance of the Night, mentre il 6 ottobre viene battuto per KO tecnico dovuto a stop medico dall'ex campione ad interim Tony Ferguson; anche in questo caso entrambi gli atleti ottengono il premio Fight of the Night.
Torna alla vittoria nel 2019, combattendo nella categoria dei pesi welter dopo ben undici anni dall'ultima volta, contro l'ex contendente al titolo Stephen "Wonderboy" Thompson il 23 marzo: dopo aver subito l'iniziativa dell'avversario per tutto il primo round, nei secondi finali della seconda ripresa riesce ad andare a segno con uno spettacolare gancio saltato che stende Thompson. Pettis venne premiato con il riconoscimento Performance of the Night. Il 17 agosto viene sconfitto dal rientrante Nate Diaz per decisione unanime.
Pettis ha affrontato Carlos Diego Ferreira in un incontro per i pesi leggeri il 18 gennaio 2020, all'UFC 246. Ha perso il combattimento per sottomissione subendo una rear-naked choke nel secondo round.
Il 9 maggio 2020 ha affrontato Donald Cerrone in una rivincita il 9 maggio 2020, all'UFC 249. Ha vinto ai punticon decisione unanime.
Durante l'evento UFC Fight Night: Thompson vs. Neal del 19 dicembre 2020, Pettis ha affrontato Alex Morono,ha vinto nuovamente con decisione unanime. Questo sarà l'ultimo incontro rimasto sul contratto di Pettis
22 dicembre 2020 Pettis ha annunciato la decisione di non accettare una nuova offerta dall'UFC e che avrebbe testato il mercato dei free agent.
Il giorno successivo, 23 dicembre 2020, dichiara di aver firmato un accordo multi-combattimento con la Professional Fighters League e che avrebbe gareggiato come peso leggero nella stagione 2021.
Professional Fighters League
2021
Pettis debutta in PFL contro Clay Collard il 23 aprile 2021, al PFL 1. Sarà sconfitto ai punti con decisione unanime.
il 10 giugno 2021 avrebbe dovuto affrontare Alexander Martinez al PFL 4. Tuttavia, Pettis si è ritirato per malattia e Martinez ha affrontato Natan Schulte. L'avversario di Schulte, Raush Manfio, lo affronterà al PFL 6 il 25 giugno 2021. Pettis perderà l'incontro per split decision.
2022
Pettis avrebbe dovuto affrontare Myles Price il 23 aprile 2022, al PFL 1. ma l'incontro venne riprogrammato per PFL 3 dove Pettis ha sottomesso Price al primo round con una triangle choke,
il 24 giugno 2022, al PFL 5. Pettis ha affrontato Stevie Ray ma sarà sconfitto al secondo round con una modified body triangle.
I 2 si riaffronteranno nelle semifinali del torneo dei pesi leggeri il 5 agosto 2022, al PFL 7. Ancora una volta, Pettis viene sconfitto, questa volta per decisione unanime.
Boxe
Il 6 febbraio 2023, è stato annunciato che Pettis avrebbe fatto il suo debutto nella boxe professionistica il 1 aprile 2023, contro l'ex campione di boxe in quattro divisioni, Roy Jones Jr. al Gamebred Boxing 4. Ha vinto l'incontro con decisione di maggioranza.

## Risultati nelle arti marziali miste
| Risultato | Record | Avversario            | Metodo                               | Evento                               | Data             | Round | Tempo | Città                     | Note                                                          |
| --------- | ------ | --------------------- | ------------------------------------ | ------------------------------------ | ---------------- | ----- | ----- | ------------------------- | ------------------------------------------------------------- |
| Vittoria  | 24-10  | Alex Morono           | Decisione (unanime)                  | UFC Fight Night: Thompson vs. Neal   | 19 dicembre 2020 | 3     | 5:00  | Las Vegas, Stati Uniti    |                                                               |
| Vittoria  | 23-10  | Donald Cerrone        | Decisione (unanime)                  | UFC 249: Ferguson vs. Gaethje        | 9 maggio 2020    | 3     | 5:00  | Jacksonville, Stati Uniti | Ritorno nei pesi welter                                       |
| Sconfitta | 22–10  | Carlos Diego Ferreira | Sottomissione (rear-naked choke)     | UFC 246: McGregor vs. Cowboy         | 18 gennaio 2020  | 2     | 1:46  | Las Vegas, Stati Uniti    | Ritorno nei pesi leggeri                                      |
| Sconfitta | 22–9   | Nate Diaz             | Decisione (unanime)                  | UFC 241: Cormier vs. Miocic 2        | 17 agosto 2019   | 3     | 5:00  | Anaheim, Stati Uniti      |                                                               |
| Vittoria  | 22–8   | Stephen Thompson      | KO (gancio saltato e pugni)          | UFC Fight Night: Thompson vs. Pettis | 23 marzo 2019    | 2     | 4:55  | Nashville, Stati Uniti    | Ritorno nei pesi welter, Performance of the Night             |
| Sconfitta | 21–8   | Tony Ferguson         | KO tecnico (stop medico)             | UFC 229: Khabib vs. McGregor         | 6 ottobre 2018   | 2     | 5:00  | Las Vegas, Stati Uniti    | Fight of the Night                                            |
| Vittoria  | 21–7   | Michael Chiesa        | Sottomissione (armbar triangolare)   | UFC 226: Miocic vs. Cormier          | 7 luglio 2018    | 2     | 0:52  | Las Vegas, Stati Uniti    | Incontro catchweight (157.5 libbre), Performance of the Night |
| Sconfitta | 20–7   | Dustin Poirier        | KO Tecnico (infortunio)              | UFC Fight Night: Poirier vs. Pettis  | 11 novembre 2017 | 3     | 2:08  | Norfolk, Stati Uniti      | Fight of the Night                                            |
| Vittoria  | 20–6   | Jim Miller            | Decisione (unanime)                  | UFC 213: Romero vs. Whittaker        | 8 luglio 2017    | 3     | 5:00  | Las Vegas, Stati Uniti    | Ritorno ai pesi leggeri                                       |
| Sconfitta | 19–6   | Max Holloway          | KO Tecnico (pugni)                   | UFC 206: Holloway vs. Pettis         | 10 dicembre 2016 | 3     | 4:50  | Toronto, Canada           | Incontro catchweight (148 libbre)                             |
| Vittoria  | 19–5   | Charles Oliveira      | Sottomissione (ghigliottina)         | UFC on Fox: Maia vs. Condit          | 27 agosto 2016   | 3     | 1:49  | Vancouver, Canada         | Debutto nei pesi piuma                                        |
| Sconfitta | 18–5   | Edson Barboza         | Decisione (unanime)                  | UFC 197: Jones vs. Saint Preux       | 23 aprile 2016   | 3     | 5:00  | Las Vegas, Stati Uniti    |                                                               |
| Sconfitta | 18–4   | Eddie Alvarez         | Decisione (non unanime)              | UFC Fight Night: Dillashaw vs. Cruz  | 17 gennaio 2016  | 3     | 5:00  | Boston, Stati Uniti       |                                                               |
| Sconfitta | 18–3   | Rafael dos Anjos      | Decisione (unanime)                  | UFC 185: Pettis vs. dos Anjos        | 14 marzo 2015    | 5     | 5:00  | Dallas, Stati Uniti       | Perde il titolo dei pesi leggeri UFC                          |
| Vittoria  | 18–2   | Gilbert Melendez      | Sottomissione (ghigliottina)         | UFC 181: Hendricks vs. Lawler II     | 6 dicembre 2014  | 2     | 1:53  | Las Vegas, Stati Uniti    | Difende il titolo dei pesi leggeri UFC                        |
| Vittoria  | 17–2   | Ben Henderson         | Sottomissione (armbar)               | UFC 164: Henderson vs. Pettis        | 31 agosto 2013   | 1     | 4:41  | Milwaukee, Stati Uniti    | Vince il titolo dei pesi leggeri UFC                          |
| Vittoria  | 16–2   | Donald Cerrone        | KO Tecnico (calcio al corpo e pugni) | UFC on Fox: Johnson vs. Dodson       | 26 gennaio 2013  | 1     | 2:35  | Chicago, Stati Uniti      | Eliminatoria per il titolo dei pesi leggeri UFC               |
| Vittoria  | 15–2   | Joe Lauzon            | KO (calcio alla testa e pugni)       | UFC 144: Edgar vs. Henderson         | 26 febbraio 2012 | 1     | 1:21  | Saitama, Giappone         |                                                               |
| Vittoria  | 14–2   | Jeremy Stephens       | Decisione (non unanime)              | UFC 136: Edgar vs. Maynard III       | 8 ottobre 2011   | 3     | 5:00  | Houston, Stati Uniti      |                                                               |
| Sconfitta | 13–2   | Clay Guida            | Decisione (unanime)                  | The Ultimate Fighter 13 Finale       | 4 giugno 2011    | 3     | 5:00  | Las Vegas, Stati Uniti    | Debutto in UFC                                                |
| Vittoria  | 13–1   | Ben Henderson         | Decisione (unanime)                  | WEC 53: Henderson vs. Pettis         | 16 dicembre 2010 | 5     | 5:00  | Glendale, Stati Uniti     | Vince il titolo dei pesi leggeri WEC                          |
| Vittoria  | 12–1   | Shane Roller          | Sottomissione (triangolo)            | WEC 50: Cruz vs. Benavidez 2         | 18 agosto 2010   | 3     | 4:51  | Las Vegas, Stati Uniti    |                                                               |
| Vittoria  | 11–1   | Alex Karalexis        | Sottomissione (triangolo)            | WEC 48: Aldo vs. Faber               | 24 aprile 2010   | 2     | 1:35  | Sacramento, Stati Uniti   |                                                               |
| Vittoria  | 10–1   | Danny Castillo        | KO (calcio alla testa e pugni)       | WEC 47: Bowles vs. Cruz              | 6 marzo 2010     | 1     | 2:27  | Columbus, Stati Uniti     |                                                               |
| Sconfitta | 9–1    | Bart Palaszewski      | Decisione (non unanime)              | WEC 45: Cerrone vs. Ratcliff         | 19 dicembre 2009 | 3     | 5:00  | Las Vegas, Stati Uniti    |                                                               |
| Vittoria  | 9–0    | Mike Campbell         | Sottomissione (triangolo)            | WEC 41: Brown vs. Faber 2            | 7 giugno 2009    | 1     | 1:49  | Sacramento, Stati Uniti   | Debutto in WEC                                                |
| Vittoria  | 8–0    | Gabe Walbridge        | KO Tecnico (pugni)                   | GFS: Season's Beatings               | 13 dicembre 2008 | 1     | 0:56  | Milwaukee, Stati Uniti    |                                                               |
| Vittoria  | 7–0    | Jay Ellis             | Sottomissione (pugni)                | GFS 55                               | 4 ottobre 2008   | 1     | 1:12  | Milwaukee, Stati Uniti    |                                                               |
| Vittoria  | 6–0    | Sherron Leggett       | Decisione (non unanime)              | GFS: Fight Club                      | 21 giugno 2008   | 3     | 5:00  | Milwaukee, Stati Uniti    |                                                               |
| Vittoria  | 5–0    | Mike Lambrecht        | KO (calcio alla testa)               | GFS: Knockout Kings                  | 29 marzo 2008    | 1     | 1:49  | Milwaukee, Stati Uniti    |                                                               |
| Vittoria  | 4–0    | George Barrazza       | KO Tecnico (pugni)                   | GFS: The Warriors                    | 16 febbraio 2008 | 1     | 4:31  | Wisconsin, Stati Uniti    |                                                               |
| Vittoria  | 3–0    | Michael Skinner       | Sottomissione (pugni)                | GFS: Seasons Beatings                | 1º dicembre 2007 | 1     | 0:36  | Milwaukee, Stati Uniti    |                                                               |
| Vittoria  | 2–0    | Lonny Amdahl          | Sottomissione (infortunio)           | GFS: Rumble in the Cage              | 17 agosto 2007   | 1     | 0:12  | Green Bay, Stati Uniti    |                                                               |
| Vittoria  | 1–0    | Tom Erspamer          | KO Tecnico (pugni)                   | GFS: Super Brawl                     | 27 gennaio 2007  | 1     | 0:24  | Stati Uniti               |                                                               |